# Dompierre (Oise)
Dompierre és un municipi francès, situat al departament de l'Oise i a la regió dels Alts de França. L'any 2007 tenia 226 habitants.

## Demografia

### Població
El 2007 la població de fet de Dompierre era de 226 persones. Hi havia 78 famílies de les quals 12 eren unipersonals (8 homes vivint sols i 4 dones vivint soles), 23 parelles sense fills, 31 parelles amb fills i 12 famílies monoparentals amb fills.
La població ha evolucionat segons el següent gràfic:
Habitants censats

### Habitatges
El 2007 hi havia 103 habitatges, 84 eren l'habitatge principal de la família, 15 eren segones residències i 4 estaven desocupats. Tots els 103 habitatges eren cases. Dels 84 habitatges principals, 73 estaven ocupats pels seus propietaris, 8 estaven llogats i ocupats pels llogaters i 3 estaven cedits a títol gratuït; 2 tenien una cambra, 9 en tenien tres, 29 en tenien quatre i 44 en tenien cinc o més. 64 habitatges disposaven pel capbaix d'una plaça de pàrquing. A 38 habitatges hi havia un automòbil i a 36 n'hi havia dos o més.

### Piràmide de població
La piràmide de població per edats i sexe el 2009 era:
| Homes | Edats   | Dones |
| ----- | ------- | ----- |
| 0     | 95 o +  | 0     |
| 0     | 90 a 94 | 0     |
| 0     | 85 a 89 | 0     |
| 0     | 80 a 84 | 4     |
| 8     | 75 a 79 | 0     |
| 0     | 70 a 74 | 16    |
| 4     | 65 a 69 | 4     |
| 4     | 60 a 64 | 0     |
| 0     | 55 a 59 | 0     |
| 4     | 50 a 54 | 8     |
| 4     | 45 a 49 | 0     |
| 12    | 40 a 44 | 8     |
| 16    | 35 a 39 | 16    |
| 4     | 30 a 34 | 16    |
| 4     | 25 a 29 | 4     |
| 4     | 20 a 24 | 0     |
| 8     | 15 a 19 | 4     |
| 8     | 10 a 14 | 16    |
| 8     | 5 a 9   | 4     |
| 8     | 0 a 4   | 0     |

## Economia
El 2007 la població en edat de treballar era de 143 persones, 107 eren actives i 36 eren inactives. De les 107 persones actives 95 estaven ocupades (52 homes i 43 dones) i 12 estaven aturades (3 homes i 9 dones). De les 36 persones inactives 10 estaven jubilades, 8 estaven estudiant i 18 estaven classificades com a «altres inactius».

### Ingressos
El 2009 a Dompierre hi havia 88 unitats fiscals que integraven 241 persones, la mediana anual d'ingressos fiscals per persona era de 17.791 €.

### Activitats econòmiques
Dels 2 establiments que hi havia el 2007, 1 era d'una empresa de fabricació d'altres productes industrials i 1 d'una empresa de construcció.
L'únic servei als particulars que hi havia el 2009 era una lampisteria.

## Poblacions més properes
El següent diagrama mostra les poblacions més properes.